# Lepisiota semenovi
Lepisiota semenovi är en myrart som först beskrevs av Mikhail Dmitrievich Ruzsky 1905.  Lepisiota semenovi ingår i släktet Lepisiota och familjen myror. Inga underarter finns listade i Catalogue of Life.